# Петровский парк (Полтава)
Петровский парк — парк в городской черте Полтавы.

## История
После превращения Полтавы в центр Полтавской губернии в 1802 году в соответствии с генеральным планом были проведены реконструкция и расширение центра города, в ходе которых земляные валы Полтавской крепости были срыты, а рвы — засыпаны. В результате, в начале XIX века в черте города образовался обширный пустырь.
В 1905 году городская управа приняла решение создать на месте пустыря ботанический сад, создание сада поручили земскому садоводу И. М. Орловскому.
27 июля 1909 года, в 200-летний юбилей Полтавской битвы состоялось открытие Петровского парка, названного в честь Петра I.
До революции 1917 года посещение парка было ограничено (парк был огорожен, охранялся сторожем, а двое ворот были открыты для публики с 9 часов до 22 часов).
Во время гражданской войны парк пришёл в запустение, однако в 1921 году началось восстановление. Старую ограду заменили парапетом, после чего парк стал круглосуточно открыт для посещения.
На территории парка в братской могиле были захоронены 27 красноармейцев, погибших 19 января 1919 года в Полтаве, а также члены первого Полтавского Совета рабочих и солдатских депутатов, коммунисты братья Пётр и Анатолий Литвиновы, убитые в Миргороде в апреле 1919 года.
13 марта 1926 года в парке был установлен и открыт памятник Т. Г. Шевченко (скульптор И. П. Кавалеридзе).
В 1930 году напротив Петровского парка, на месте старой базарной площади был создан Пионерский парк (дополнивший композицию исторического центра Полтавы).
В конце 1930-х годов в Петровском парке начал работу фонтан (круглый бассейн, в центре которого была установлена скульптурная композиция из пяти взявшихся за руки детей, устроивших хоровод), который стал первым фонтаном на территории города.
9 мая 1957 года на центральной аллее у входа в парк была установлена гранитная стела — памятник в часть советских воинов-освободителей, участников боев 21 — 23 сентября 1943 года за освобождение города от немецких оккупантов.
По состоянию на начало 1989 года, общая площадь парка составляла 2 гектара, на его территории росли свыше 30 видов и подвидов деревьев (несколько видов клёна, вяз, голубые ели, можжевельник виргинский), а также декоративные кустарники и цветы.
После провозглашения независимости Украины парк был передан на баланс коммунального предприятия «Декоративные культуры», техническое обслуживание фонтана осуществляет «Полтававодоканал».
В конце декабря 2008 года фонтан в Петровском парке был подключён к электрической сети и получил подсветку (которая включается на время новогодних праздников).
В 2009 году Полтавский городской совет начал работы по инвентаризации и определению границ земельных участков парков Полтавы (в том числе, Петровского парка).